# Рыбачий (полуостров)
Рыба́чий (северносаам. Giehkirnjárga — Гиэхкирнйа́рга; фин. Kalastajasaarento — Каластайасааренто; норв. Fiskerhalvøya — Фискерхалвёйа) или Мотка — полуостров на севере России. Административно входит в Печенгский район Мурманской области. Омывается Баренцевым морем, губой Большая Волоковая и Мотовским заливом. Представляет собой плато, круто обрывающееся к морю. Плато сложено глинистыми сланцами, песчаниками и известняками. Наивысшая точка — гора Эйна, 299 м. Тундровая растительность. Прибрежные воды богаты рыбой (сельдью, треской, мойвой и др.). К югу от полуострова расположен полуостров Средний. С севера в полуостров вдаётся на 3,5 километра относительно крупный залив — Зубовская губа.

## Климат
Несмотря на своё северное положение, полуостров Рыбачий является самым тёплым местом Мурманской области и всего российского севера. У побережья полуострова море благодаря тёплому Нордкапскому течению круглый год не замерзает. У северного берега полуострова Рыбачий среднегодовые температуры достигают +1,5 °C.

## История освоения
Издревле в прибрежных водах Рыбачьего поморы ловили рыбу. Во второй четверти XVI века полуостров назывался Мотка. В XVII веке здесь находилось 16 рыбацких становищ со 109 промысловыми избами. С XVI века уже упоминается и название Рыбачий полуостров. Голландский путешественник Хёйген ван Линсхотен, участник экспедиции 1594 года, упоминает что видел «землю Кегот, называемую Рыбачьим полуостровом». Стивен Бэрроу 23 июня 1576 года после путешествия к северным берегам России на допросе утверждал, что был в селении Кигор, а в своих дневниках за 1555 год упомянул Кегорский мыс (ныне Немецкий). На этом месте находился оживлённый торг, через который шла торговля Русского государства с Европой. В 1826 году при проведении границы между Российской Империей и Норвегией полуостров был отнесён к России. В начале XX века на полуострове насчитывалось 9 колоний норвежцев и финнов, в которых проживали 500 человек.

### Территориальные споры в XX веке

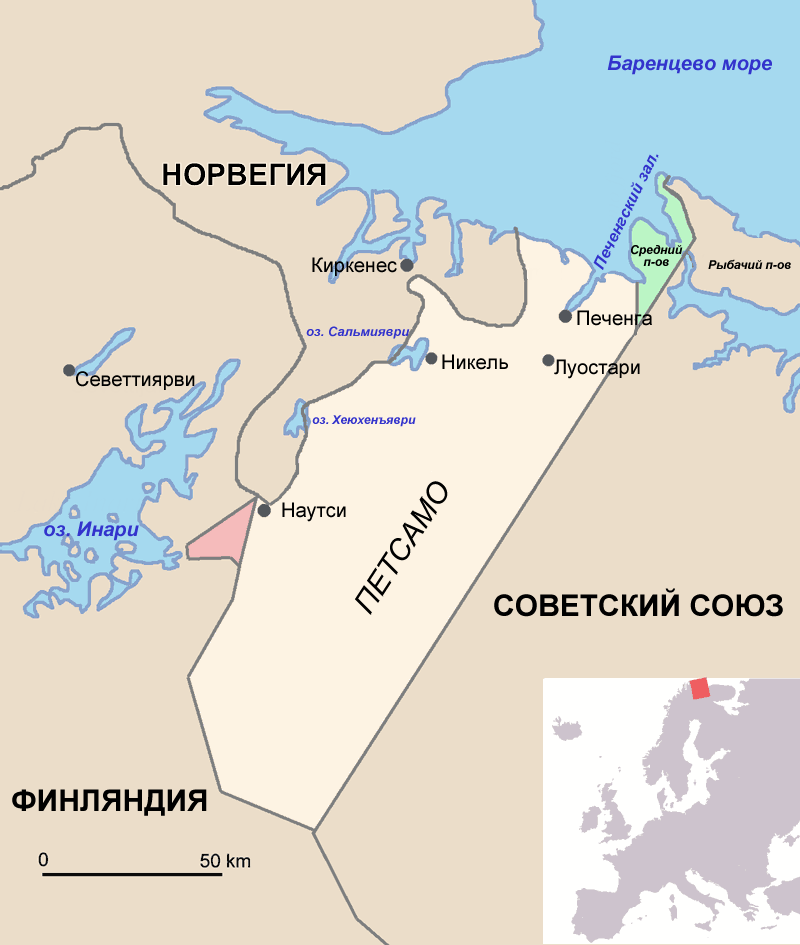
Финская часть полуострова Рыбачий, которая перешла к Советскому Союзу после Советско-финской войны (1939—1940).

После обретения независимости Финляндией западная часть полуострова была уступлена финнам. Тартуский мирный договор между РСФСР и Финляндией от 14 октября 1920 года зафиксировал эту уступку, хотя в Великое княжество Финляндское Печенга, ставшая финской губернией Петсамо, никогда не входила.
Московский мирный договор между СССР и Финляндией был заключён 12 марта 1940 года. По его итогу в состав СССР были включены западные части полуостровов Рыбачий и Средний (без материковой Печенги).
Во время Великой Отечественной войны непосредственно на полуостровах Рыбачий и Средний боёв не было, так как, после неудачного наступления на г. Мурманск в 1941 году, на лето 1942 года была запланирована операция «Луг» по захвату полуостровов Рыбачий и Средний, однако в шести километрах от старого п. Большое Озерко враг был остановлен, и эта линия фронта осталась неизменной до окончания боевых действий в Заполярье, а на самом полуострове Рыбачий находится пограничный знак № 1, единственный сохранившийся на западной Государственной Границе СССР, и в прибрежных водах проходили ожесточённые бои между советскими и немецкими войсками. В Мурманске в честь бойцов, оборонявших стратегический полуостров, названа улица. После окончания войны полуостров был сильно[как?] милитаризован, так как находился в непосредственной близости от страны — члена НАТО Норвегии. В настоящее время большинство военных гарнизонов закрыты, и только недавно территория Рыбачьего стала открыта для посещения.

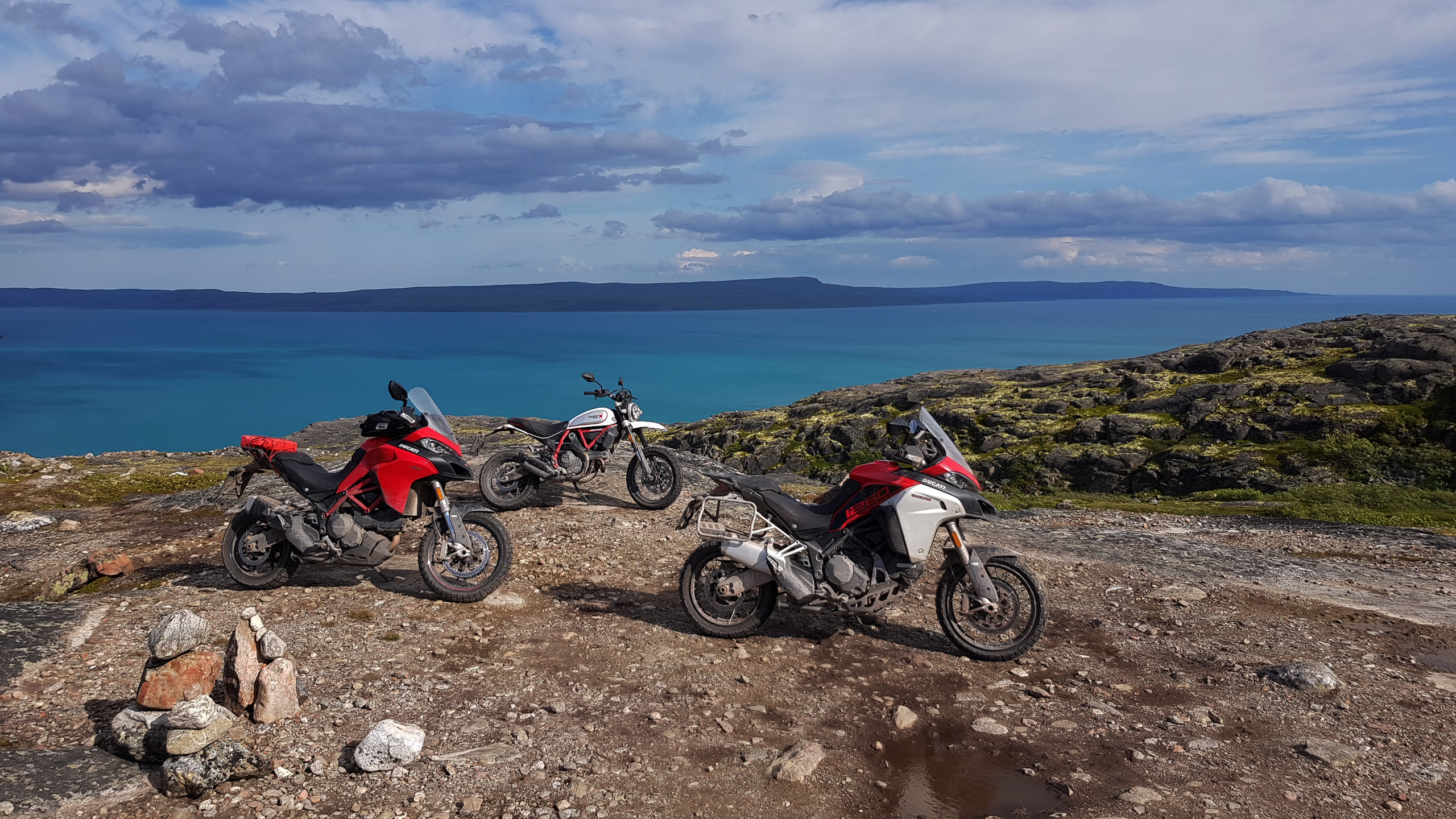
На полуострове Рыбачий

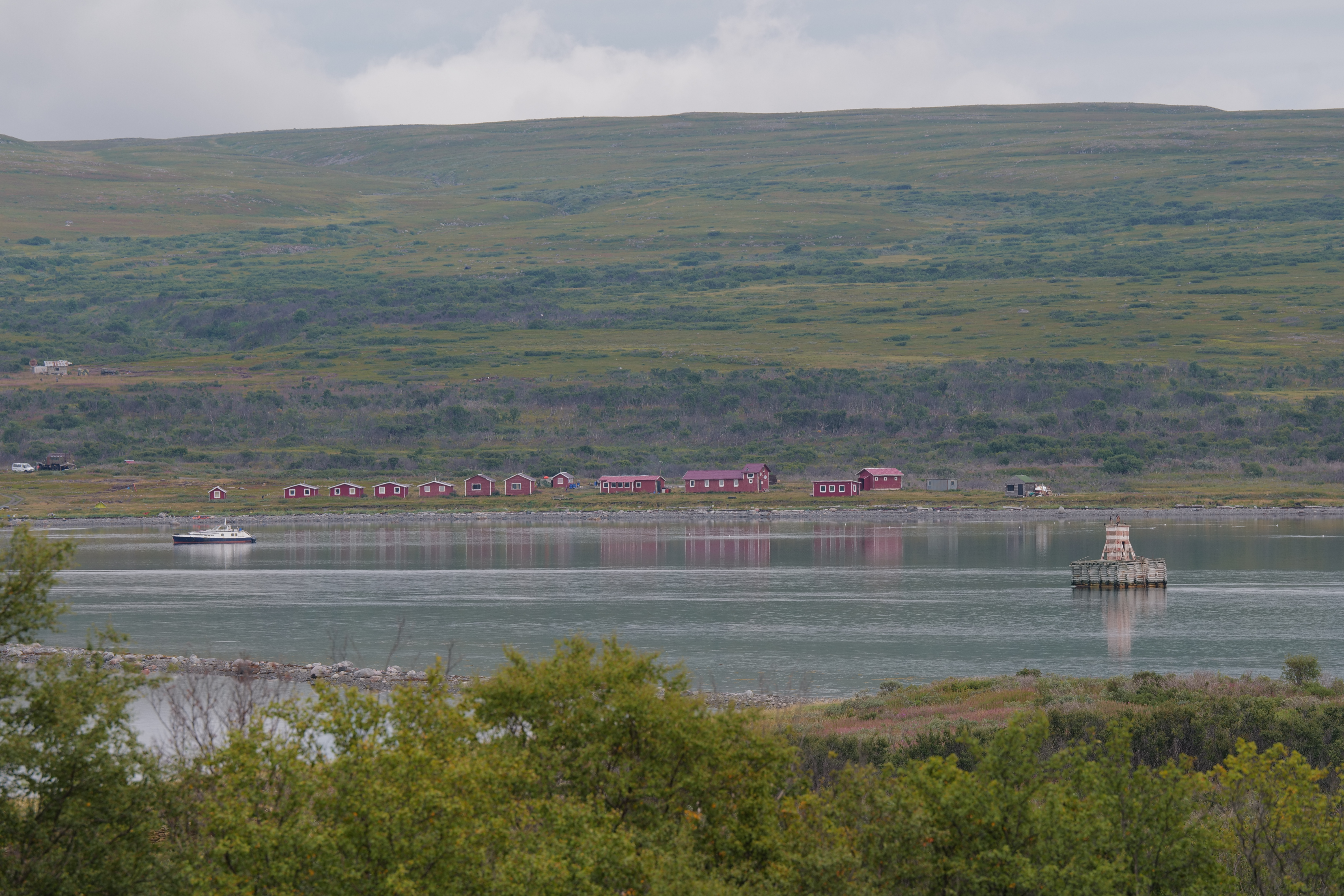
Вид на бухту Большое Озерко

## Население и населённые пункты
На полуострове расположены 3 населённых пункта: Зубовка, Цыпнаволок и Вайда-Губа.

## В литературе и искусстве
- О боях на полуострове Рыбачий и в во́дах сурового Баренцева моря, омывающего его, рассказывается в известной песне военных лет «Прощайте, скалистые горы» (музыка Евгения Жарковского, слова Николая Букина)[7]:

…Растаял в далёком тумане Рыбачий — 
Родимая наша земля…
…
…Но радостно встретит героев Рыбачий —
Родимая наша земля!
С первых дней Великой Отечественной войны ожесточённые бои шли не только на западе и юге страны, но и в Заполярье.
В самом начале войны, в июле 1941 года, произошло сражение у полуострова Рыбачий, где погибло много наших пограничников. Среди защитников был Николай Иванович Букин, награждённый за этот бой орденом Красной Звезды. 
На полуострове Рыбачий фашистам так и не удалось пересечь государственную границу СССР.
В диких условиях сурового штормового Баренцева моря, среди скалистых гор Николай Букин прослужил всю войну - от рядового артиллериста до редактора фронтовой газеты.
Защитникам полуострова Рыбачий поэт посвятил своё стихотворение "Не жить мне без моря", которое было напечатано в газете Северного флота "Краснофлотец".
Там прочитал его моряк-североморец композитор Евгений ЖАРКОВСКИЙ (в 1944 году) и написал песню,  которая прозвучала по Всесоюзному радио и сразу полюбилась и на фронте, и в тылу, только
уже под названием "Прощайте, скалистые горы".
Эта песня стала как бы гимном Мурманской области, звучит до сих пор у мемориальных мест Заполярья.
Мелодия песни о героях маленького полуострова, ставшего для врага неприступной цитаделью, каждые полчаса звучит у Монумента защитникам Заполярья.
- Полуостров Рыбачий и проходившие осенью 1944 года бои описаны в книге Валентина Пикуля «Океанский патруль».
- Книга «Осиротевшие берега» М. Г. Орешеты подробно рассказывает о событиях и боях на островах Средний и Рыбачий во время Великой Отечественной войны[8].
- Памятники

Памятник защитникам полуострова Рыбачий на г. Переметная
Памятник защитникам полуострова на Мустатунтури

## Примечания

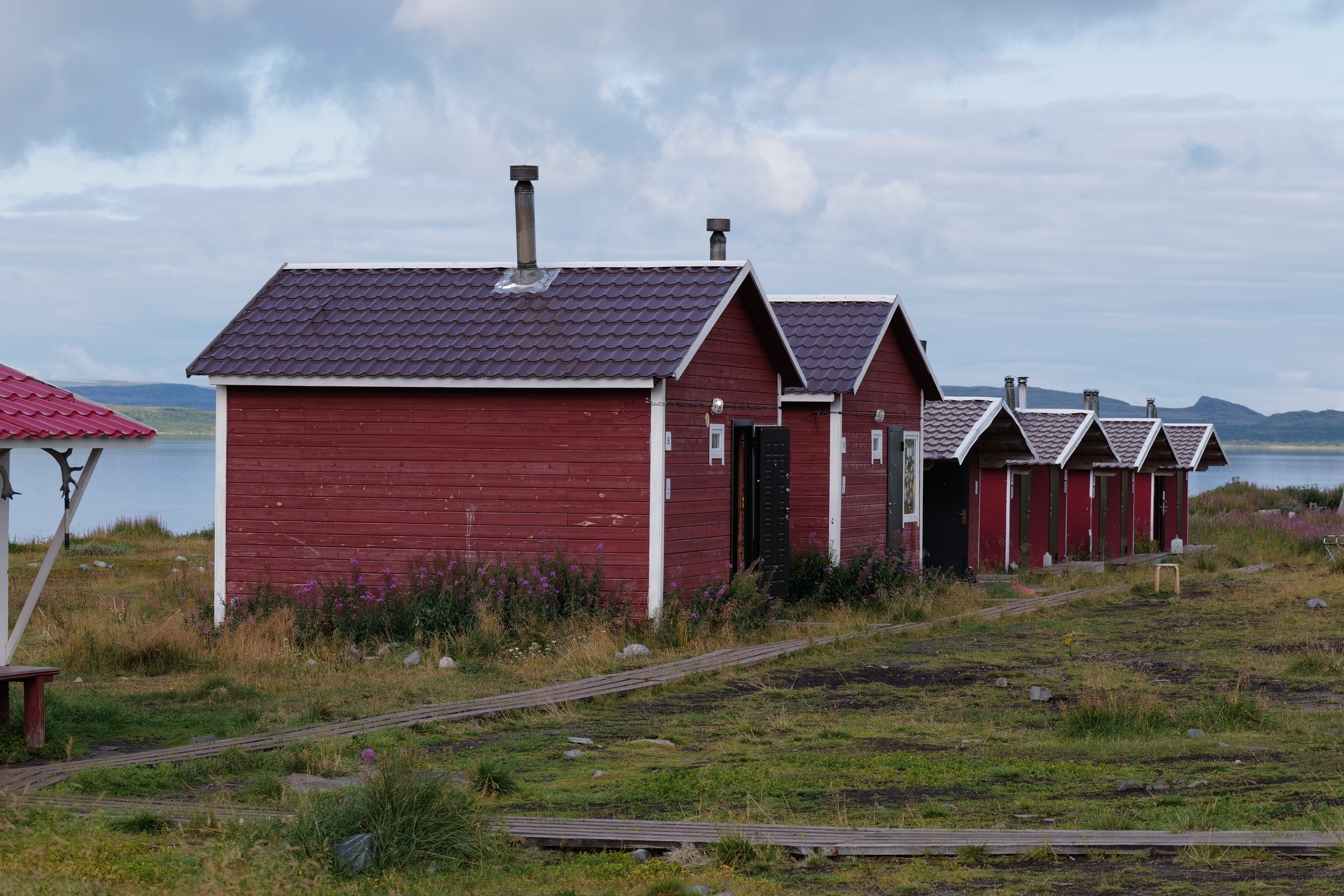
Туристическая база Большое Озерко на полуострове Рыбачий